# Ernst Wechselberger
Ernst Wechselberger (* 26. Januar 1931 in Augsburg; † 18. Januar 2013 in Luzern, Schweiz) war ein deutscher Fußballspieler. Der torgefährliche Angreifer aus den Oberligen Süd (1860 München) und West (Duisburger SpV) hat unter Trainer Albert Sing als Angreifer von Young Boys Bern von 1958 bis 1960 in der Nationalliga A dreimal in Folge die Schweizer Fussballmeisterschaft gewonnen. 1958 war er Schweizer Torschützenkönig.

## Laufbahn

### Deutschland, bis 1957
Wechselberger ist geboren in Augsburg und aufgewachsen in München. Sein erster Jugendverein war der SV 1880 München, 1947 wechselte er mit 16 Jahren in die Jugendabteilung der „Löwen“ von 1860 München. Das Offensivtalent aus den eigenen Reihen debütierte am 10. Februar 1952, bei einem 1:1-Heimremis gegen den VfR Mannheim in der Oberliga Süd. Er bildete dabei mit Ludwig Zausinger den rechten Flügel der Gastgeber, welche am Rundenende den 13. Rang belegten. Als der neue Trainer Fred Harthaus in der folgenden Runde 1952/53 die überfällige Verjüngung einleiten sollte, endete der geplante Umbruch in einem Desaster. Persönlich brachte es für Wechselberger zwar mit 13 Treffern in 17 Oberligaeinsätzen die interne Torschützenkrone, Kurt Mondschein folgte mit neun Toren, aber als Vorletzter stiegen die „Löwen“ am Rundenende in die 2. Liga Süd ab. Jetzt sollte es wieder Max Schäfer als Trainer richten, aber es reichte 1953/54 in der 2. Liga Süd lediglich zum 4. Rang. Wechselberger hatte in 23 Zweitligaeinsätzen neun Tore beigesteuert.
Nach dem verpassten Wiederaufstieg 1954 wechselte er mit seinem Vereinskamerad Hans Weskamp zum Aufsteiger Duisburger SpV in die Oberliga West, wo inzwischen sein alter Trainer Fred Harthaus Regie führte. In seinem ersten Jahr erzielte er zwölf Saisontore in 30 Einsätzen. 1955 bekam er keine Freigabe für einen Wechsel zu den Stuttgarter Kickers und war stattdessen für ein Jahr gesperrt, während gegen den DSV eine Geldstrafe verhängt wurde; es ging um überhöhte, nach dem Vertragsspieler-Statut unerlaubte Zahlungen. Dazu der damalige DSV-Kapitän Willi Koll:

„Der DSV hatte seinerzeit einen Mäzen und der Verein fragte mich einmal, weil ich der Spielführer war, ob man dem Wechselberger 5000,- DM zahlen solle, damit er bleibt. Ich habe gesagt, das könne man nicht machen. Man könne nicht dem einen 5000,- DM zahlen und den anderen einfach nichts geben. Ich habe auch gesagt, wir bräuchten den Wechselberger, er war unser Mittelstürmer und ein wirklich guter. Da habe ich dann gesagt, wenn das keiner erfährt, ich würde auch nicht darüber sprechen.“

In der Spielzeit 1956/57 gehörte Wechselberger wieder zum Stammpersonal der Duisburger. In 28 Einsätzen erzielte er neun Treffer, errang mit dem Verein die Vizemeisterschaft in der Oberliga West und zog mit dem DSV damit in die Endrunde um die deutsche Fußballmeisterschaft 1957 ein. Dort belegte er mit seinen Mannschaftskameraden Willi Koll, Walter Münnix, Rolf Benning und Hans Lohmann ungeschlagen mit 4-2 Punkten hinter dem Hamburger SV den zweiten Gruppenplatz und verpasste das Endspiel gegen den Westmeister Borussia Dortmund nur um wenige Minuten, als der 1. FC Nürnberg im letzten Gruppenspiel kurz vor dem Ende den Ausgleichstreffer erzielen konnte. In den drei Endrundenspielen gegen den HSV (1:1), 1. FC Saarbrücken (3:1) und 1. FC Nürnberg (2:2) erzielte Wechselberger vier der sechs Duisburger Tore.
Wechselberger wird in den erstklassigen Oberligen Süd und West mit insgesamt 77 Ligaspielen und 34 Toren geführt; dazu kommen noch in der Saison 1953/54 in der 2. Liga Süd 23 Einsätze mit neun Toren.

### Bern und Luzern, 1957 bis 1970
Anschließend erfolgte sein Abschied in die Schweiz. Trainer Albert Sing lotste Ernst Wechselberger zu den Young Boys Bern, wo er Kurt Linder als Sturmführer ablöste und mit dem Klub von 1958 bis 1960 dreimal in Folge Schweizer Fußballmeister wurde. In seiner ersten Runde in Bern war er sehr erfolgreich: Er gewann 1957/58 mit YB Bern die Meisterschaft, den Schweizer Cup und wurde mit 22 Toren Torschützenkönig in der Nationalliga A. In seiner zweiten Runde mit Bern, 1958/59, erzielte er 21 Tore in der Meisterschaft und belegte damit den 2. Rang Torschützenliste, gleichauf mit Jacques Fatton. Er stand mit den Bernern zudem 1959 im Halbfinale des Europapokals der Landesmeister gegen Stade Reims. Am 20. November 1957 erzielte er das erste Tor von YB im Europapokal beim „Heimspiel“ gegen Vasas Budapest (1:1). Aus politischen Gründen durfte der Schweizer Meister nicht im heimischen Wankdorf, in der Bundesstadt Bern, antreten und so fand das Spiel im Charmilles-Stadion in Genf statt. In Budapest verloren Wechselberger und Kollegen das Rückspiel mit 1:2. Vasas scheiterte erst im Halbfinale mit 0:4 und 2:0 gegen den Seriensieger Real Madrid. Im Jahr später, 1958/59, trafen die Berner wieder gegen eine ungarische Mannschaft an, jetzt gegen MTK Budapest. In Budapest hatte Wechselberger seine Mannschaft am 5. November beim 2:1-Auswärtserfolg zur 1:0-Führung geschossen. Drei Wochen später steigerten sich die Berner im Wankdorf-Stadion nochmals zu einem glorreichen 4:1-Coup, bei dem der deutsche Rechtsaußen Ernst Wechselberger als zweifacher Goalgetter überragte. Im Viertelfinale traf Bern im März 1959 auf DDR-Meister Wismut Karl-Marx-Stadt. Bei Hin- und Rückspiel trennte man sich unentschieden (2:2, 0:0) und so fand am 1. April 1959 in Amsterdam ein Entscheidungsspiel statt. Eugen Meier und Wechselberger trafen beim 2:1-Erfolg und Bern stand damit im Halbfinale des Europacups. Im Buch über den Europacup ist zum Spiel der Spiele folgendes notiert: „Der Husarenritt der Young Boys infizierte die gesamte Schweiz im Frühjahr 1959 mit einem nie zuvor erlebten Fußballfieber. Aus allen Landesteilen pilgerten die Zuschauer gen Wankdorf-Stadion. 60.000 wurden schließlich gezählt, als Schiri Lucien van Nuffel das Halbfinale gegen Stade Reims anpfiff – ein Rekord für die Ewigkeit für den altehrwürdigen Fußballtempel. Die schwar-gelben Berner konnten vornehmlich in der ersten Spielhälfte dem Favoriten aus Reims nicht gleichwertig die Stirn bieten, nein, sie entfachten mit einer gelungenen Mischung aus Kampfgeist, Geschlossenheit, Härte und Eleganz einen ungeheuren Sturmwirbel. Die hochverdiente Berner Führung ließ eine gute Viertelstunde auf sich warten, dann war Torjäger Meier zur Stelle und überwand Keeper Colonna. Mit einer gehörigen Portion Glück (ein Foul am frei vor dem Tor stehenden Wechselberger blieb ungeahndet) überstanden die Gäste die erste Stunde ohne weiteren Schaden. In der Angriffsbesetzung mit Allemann, Meier, Wechselberger, Rey und Flückiger gewann Bern das Spiel mit 1:0. Zum vier Wochen später im Prinzenpark stattfindenden Rückspiel musste YBB in Niklaus Zahnd und Marcel Flückiger zwei Leistungsträger verletzungsbedingt ersetzen und verlor mit 0:3.“
Das letzte Europacupspiel absolvierte der Ex-Münchner am 27. November 1960 beim Rückspiel gegen den deutschen Meister Hamburger SV. Vor 38.000 Zuschauern trotzten die Berner dem Team um Uwe Seeler, Klaus Stürmer und Gert Dörfel ein 3:3-Remis ab. Wechselberger war nochmals an der Seite von Meier, Allemann, Schneiter und Bigler aufgelaufen.
Für den Verein erzielte „Wächseler“, wie er genannt wurde, weit über 100 Pflichtspieltore.

„Wir hatten damals in Bern unter Albert Sing ein ausgezeichnetes Team beieinander. Wenn ich das Tor nicht machte, waren da noch Willy Schneider, Geni Meier, Toni Allemann und andere. Viele von uns waren damals ganz vorne in der Skorerliste anzutreffen.“

Für die Young Boys traf er von 1957 bis 1964 in der Nationalliga A in 157 Partien 113 Mal. Darunter war der schnellste Hattrick der Schweizer Erstligageschichte, zumindest nach 1960: beim 3:1-Sieg über Lausanne-Sports am 28. August 1960 skorte er in der 49., 50. und 52, Minute.
Für den FC Luzern konnte er von 1964 bis 1970 anschließend als Spielertrainer in 104 Begegnungen in der höchsten Spielklasse noch weitere 29 Tore erzielen. 15 Treffer gelangen ihm in seinen 37 Einsätzen für den FC Luzern in der Nationalliga B. Er stieg zwar 1966 in die Nationalliga B ab, führte Luzern aber umgehend 1967 als Zweitligameister wieder zurück in die Erstklassigkeit. Bei seinem Karriereende nahm er mit seinen 142 Toren den vierzehnten Platz in der ewigen Torschützenliste der Nationalliga A ein und bis heute ist der gelernte Damenschneider (Tailleur) und spätere Textilkaufmann (Kleiderverkäufer) der erfolgreichste ausländische Torschütze in der höchsten Spielklasse der Schweiz (Stand Januar 2021).
Heinz Schneiter, ehemaliger Mitspieler von Wechselberger bei YB, zeigte sich vom Tod Ernst Wechselbergers 2013 tief betroffen: „Ernst war ein grossartiger Sportsmann und ein ausserordentlicher guter Kamerad. Obschon er zu den besten unseres Teams gehörte, blieb er stets bescheiden. YB verdankt Ernst Wechselberger sehr viel.“